# Toyotomi Hideyori

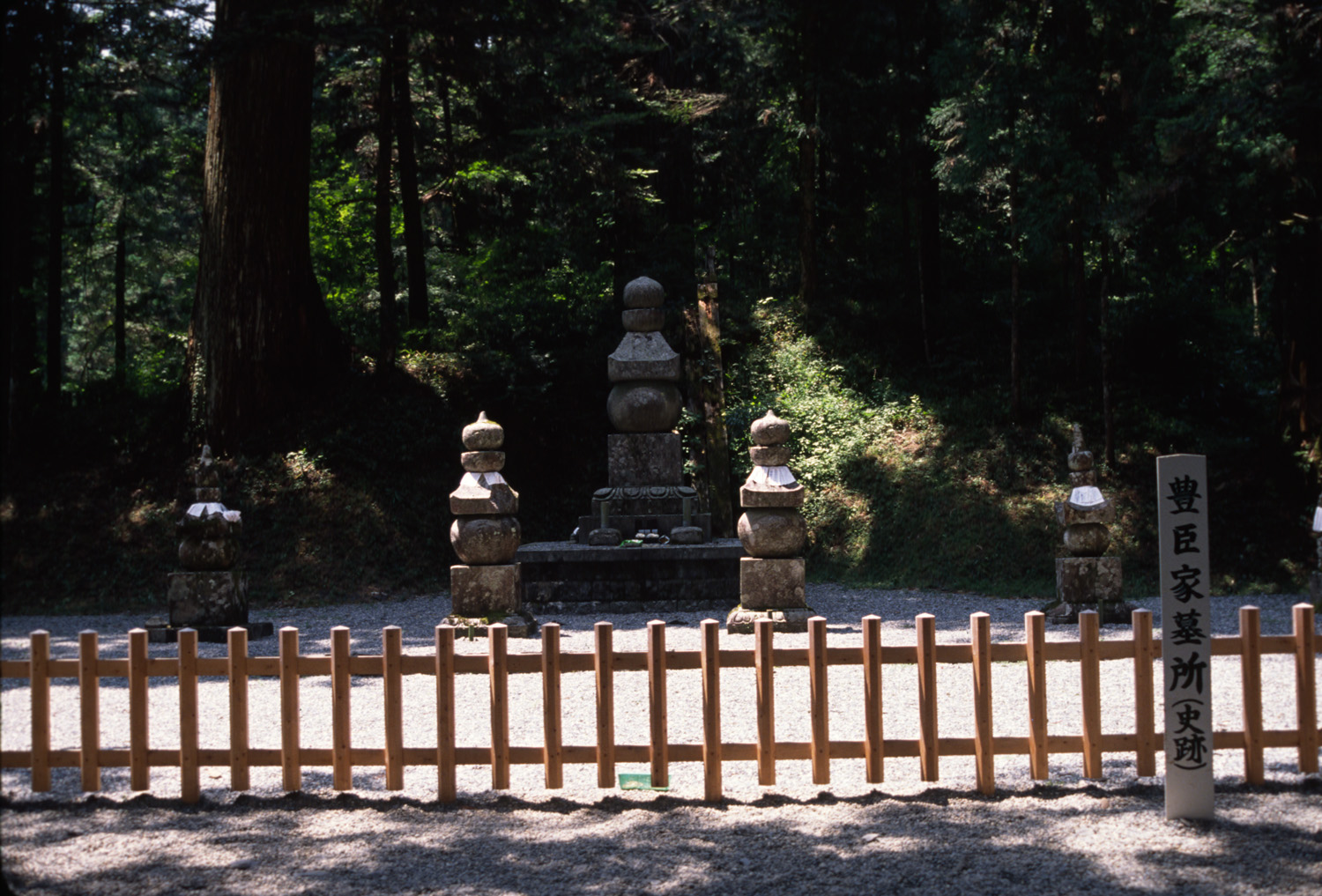
Tombe du clan Toyotomi au mont Koya.

Toyotomi Hideyori (豊臣 秀頼, Toyotomi Hideyori, né le 29 août 1593 et mort le 4 juin 1615) était le fils et l'héritier désigné de Toyotomi Hideyoshi, le ministre des Affaires suprêmes qui a unifié le Japon. Sa mère, Yodogimi, était la nièce de Nobunaga Oda.

## Biographie
Quand Hideyoshi meurt en 1598, les cinq régents qu'il a désigné pour régner pendant la jeunesse de Hideyori commencent à se battre entre eux pour le pouvoir. En 1600, après sa victoire à la bataille de Sekigahara, Ieyasu Tokugawa prend le pouvoir. Hideyori épouse la petite-fille de Ieyasu, Senhime, alors âgée de sept ans, afin que sa loyauté envers le clan Tokugawa soit assurée. Cependant, Ieyasu continue de considérer le jeune Hideyori comme une menace et l’attaque en mettant le siège à Osaka durant l'hiver 1614.
L'attaque est un échec, au bout de quelques semaines la forteresse s'avère imprenable, aussi Tokugawa propose l'armistice, essentiellement dans le but de mieux assurer ses positions en attendant le moment opportun. Contre l'avis de ses généraux, sous la pression de sa mère Yodogimi, effrayée, Hideyori accepte de signer la trêve dont les conditions sont entre autres le démantèlement des défenses de sa forteresse, le château d'Osaka.
En avril 1615, Ieyasu brise la trêve et attaque à nouveau sous le prétexte que les défenses du château avaient été en partie reconstruites, et que des rōnin se rassemblaient à nouveau sur place. La bataille finale eut lieu en terrain découvert au sud de la forteresse en juin. Après des heures de combat, la supériorité numérique de Tokugawa lui assure la victoire, mais la bataille ne s'arrêtera qu'au crépuscule. Hideyori s'enferme dans le donjon avec sa mère où ils se suicident, il meurt à l'âge de 21 ans. Son fils de 8 ans, quant à lui, est froidement mis à mort par les vainqueurs, mettant fin au clan Toyotomi et ouvrant la voie à deux cent cinquante ans de shôgunat Tokugawa.

## Postérité
Dès le XVIIe siècle, la pièce de théâtre de marionnettes (bunraku), Yoshitsune Shin Takadachi, le fait apparaître sous les traits de Minamoto no Yoshitsune, frère cadet d'un shogun du XIIe siècle. Si l'action est située plusieurs siècles auparavant pour échapper à la censure, la pièce fait allusion au siège du château d'Osaka.